# 10

10(십)은 9보다 크고 11보다 작은 자연수다.

## 수학
- 가장 작은 두 자리 수다.
- 합성수로, 그 약수는 1, 2, 5, 10이다. 진약수의 합은 8이므로, 10은 부족수다.
  - 4번째 반소수다. 앞의 반소수는 9, 다음 반소수는 14다.
  - 가장 작은 두 자리 반소수이자, 제곱 인수가 없는 가장 작은 두 자리 반소수다.
- 4번째 삼각수다. 앞의 삼각수는 6, 다음은 15다.
- 3번째 중심있는 삼각수다. 앞의 중심있는 삼각수는 4, 다음은 19다.
- 2번째 십각수다. 다음 십각수는 27이다.
- 자릿수 제곱합이 제곱수인 10번째 자연수다. 이 성질을 지닌 앞의 수는 9, 다음 수는 20이다. (OEIS의 수열 A175396)
  - {\displaystyle 1^{2}+0^{2}=1+0=1=1^{2}}
- 하샤드 수다.
- {\displaystyle 10=2+3+5}
  - 처음 세 소수(素數)인 2, 3, 5의 합으로, 연속하는 세 소수의 합으로 나타낼 수 있는 가장 작은 수다. 이 성질을 지닌 다음 수는 15다.
- {\displaystyle 10=1^{2}+3^{2}=1+9}
  - 3번째 사면체수로, 처음 두 홀수(1, 3)의 제곱합이다. 앞의 사면체수는 4, 다음은 20이다.
  - 연속하는 두 홀수의 제곱합으로 나타낼 수 있는 가장 작은 수이며, 이 성질을 지닌 다음 수는 34다.
  - 연속하는 두 삼각수의 제곱합으로 나타낼 수 있는 가장 작은 수이며, 이 성질을 지닌 다음 수는 45다.
- 십진법의 밑이다. 많은 언어에서 십진법은 가장 널리 쓰이는 숫자 체계다.
- 로마 숫자로는 X로 표기한다.
- 로그: 10을 밑으로 하는 로그는 밑의 10을 생략하여 쓰며 상용로그라 부른다.
- 우리가 일상생활에서 쓰는 숫자계산은 10진법이다.
- 아라비아 숫자는 1, 2, 3, 4, 5, 6, 7, 8, 9, 0의 10개다.
- 100 이하의 10의 배수, 200 이하의 19의 배수, 20의 배수는 총 10개다.

## 과학·기술
- 네온(Ne)의 원자번호.
- 사람의 손가락은 양손을 합해 10개다. 십진법은 손가락으로 수를 세던 것에서 시작했다는 가설이 있다.
- 오징어의 다리는 10개다.
- NGC 10: 조각가자리 방향에 있는 나선은하.
- 마이크로소프트 윈도우 10: 마이크로소프트 윈도우 계열의 개인용 컴퓨터 운영 체제.

## 교통

### 도로
- 고속도로
  - 남해고속도로의 노선 번호.
  - 아우토반 10호선: 독일의 고속도로.
- 국도 제10호선
  - 미국 10번 국도
  - 일본 10번 국도: 후쿠오카현 기타큐슈시 모지구에서 가고시마현 가고시마시까지 이어지는 일본의 국도.
  - 핀란드 10번 국도
  - 홍콩 10호 간선
- 기타 도로
  - 현도 제10호선

## 나이 (만 10세)
- 2008년 6월 22일부터 대한민국에서는 만 10세부터 촉법소년이 되어 범죄를 저지르면, 소년원 입소 등의 보호처분을 받을 수 있다.

## 문화유산
- 대한민국의 국보 제10호: 남원 실상사 백장암 삼층석탑
- 대한민국의 보물 제10호: 강화 장정리 오층석탑
- 대한민국의 사적 제10호: 서울 한양도성

## 방송
- 디지털 방송의 EBS 채널 번호.
- 스카이라이프와 B tv의 GS샵 채널 번호.
- 지니 TV의 현대홈쇼핑 채널 번호.
- U+ TV의 롯데홈쇼핑 채널 번호.
- B tv 케이블의 CJ온스타일 채널 번호.

## 스포츠
- 스포츠에서 에이스가 다는 번호.
- 볼링에 쓰이는 핀의 개수는 10개다.
- 육상에서 허들은 레인별 각 10개씩 배치되어 있다.
- KBL, KBO 리그에는 총 10개의 구단이 있다.

## 기타
- 연도: 10년, 기원전 10년

한자 十(10)

- 대한민국의 10원짜리 동전에는 다보탑이 새겨져있다.
- 홍콩에서 달러는 10달러부터 지폐가 만들어지고, 인도에서는 10루피부터 지폐가 만들어진다.
  - 홍콩에서 과거에 발행된 주화 : 홍콩 10달러 동전
- 유대교와 기독교에서는 신이 모세에게 십계명을 전해주었다고 믿는다.
- 불교에서 십계(十戒)는 10가지 계율을 말한다.
- 불교에서 십법계(十法界)는 지옥계부터 ‘아귀 - 축생 - 아수라 - 인간 - 하늘 - 성문 - 연각 - 보살 - 불계’를 말한다.
- 부처에게는 10명의 제자가 있었다.
- 중국의 역사에 5대 10국 시대가 있다.
- 십간은 “갑, 을, 병, 정, 무, 기, 경, 신, 임, 계”를 말한다.
- 프랑스에서는 학년이 10월에 시작한다.
- 메릴랜드주, 미네소타주, 위스콘신주, 미주리주의 선거인단 표는 10표다.